# Télesphore (général)
Pour les articles homonymes, voir Télesphore.
Télesphore (en grec ancien Tελεσφoρoς / Telesphoros) est l'un des trois neveux et généraux d'Antigone le Borgne.

## Biographie
Télesphore est envoyé dans le Péloponnèse vers 315 av. J.-C., alors qu'Antigone assiège Tyr, à la tête d'une flotte de 50 navires et d'une armée nombreuse pour lutter contre Cassandre et Polyperchon lors des guerres des Diadoques. 
Il remporte plusieurs succès en 313, notamment en Béotie et dans le Péloponnèse dont il chasse les partisans de Cassandre excepté à Corinthe, défendue par Polyperchon, et à Sicyone. Par la suite, il rejoint Médios de Larissa mais les deux généraux sont défaits par Cassandre à Oraioi sur l'île d'Eubée. À l'été 312, Antigone confère le commandement de l'armée du Péloponnèse à l'un de ses autres neveux, Polémée. Télesphore s'en indigne au point qu'il se départ de son allégeance et, après avoir incité quelques-uns de ses soldats à le suivre, s'établit à Élis, et pille même les trésors sacrés d'Olympie. Cependant il finit par se soumettre à Polémée.
Diogène Laërce mentionne qu'il a sauvé le poète comique Ménandre de la peine capitale en intervenant auprès de son cousin, Démétrios Poliorcète, quand celui-ci prend le pouvoir à Athènes en 307 et qu'il veut éliminer les partisans de Démétrios de Phalère.

## Sources
Diodore de Sicile, Bibliothèque historique [détail des éditions] [lire en ligne], XIX.